# Ходжатогай
Ходжатогай (каз. Қожатоғай) — село в Отырарском районе Туркестанской области Казахстана. Административный центр Ходжатогайского сельского округа. Код КАТО — 514843100.

## Население
В 1999 году население села составляло 2040 человек (990 мужчин и 1050 женщин). По данным переписи 2009 года в селе проживало 2120 человек (1061 мужчина и 1059 женщин).

## Известные жители и уроженцы
- Досумбеков, Айт (1900 — ?) — Герой Социалистического Труда.
- Куттыбеков, Капал (1900 — ?) — Герой Социалистического Труда.